# Jan Bolink
Jan Bolink (Enschede, 1 november 1913 – Enschede, 8 april 1998) was een Twents beeldend kunstenaar.

## Leven en werk
Bolink werd in 1913 geboren als zoon van Bert Henri Bolink en Bertha van Dam. Hij had drie zusjes. Als 16-jarige vertrok Bolink, met zijn viool onder de arm, naar Den Haag om daar aan de Koninklijke Academie de opleiding tot tekenleraar te volgen. Hij was al behoorlijk ingevoerd in het vak door zijn vader (gediplomeerd aan de Rijksnormaalschool voor tekenonderwijzers in Amsterdam), die in Enschede een bestaan als tekenleraar en kunstschilder had opgebouwd. Ook Bolinks muzikale ontwikkeling vond plaats binnen het gezin en de kennissenkring, die veel onderwijzers, socialisten, muziek- en natuurminnaars kende.

## Een leven in de muziek
Het was crisistijd toen hij vanuit Den Haag naar Enschede terugkeerde. Met schilderkunst viel weinig te verdienen. Bolink had uit liefhebberij samen met zijn vader al enige muziekinstrumenten gebouwd en er was in Enschede niemand die het vak van vioolbouwer verstond. Dus vestigde hij zich in 1936 als vioolbouwer en vioolreparateur. Ondertussen kreeg hij een plaats als violist in het Twents Kamerorkest en op die manier raakte hij verweven met de opkomende muziekcultuur in Enschede.

## Een leven als schilder en docent
Rond 1950 kwam zijn schildersloopbaan op gang. Met expressionistisch getint werk exposeerde hij in Enschede, Hengelo en Almelo. De ontvangst was goed. De wereld veranderde echter snel en de kunstenaars staan niet stil. Een belangrijke verandering in Enschede was de komst van de AKI, Academie voor Kunst en Industrie, in 1949. Van 1952 tot 1975 werkte Bolink er als docent en adjunct-directeur. Er werd druk geëxperimenteerd met nieuwe vormen en materialen en in 1955 was het zo ver: de abstracte kunst brak door in Twente. Bolink was een van de pleitbezorgers. Hij was er altijd van overtuigd geweest, dat het in de eigen omgeving moest gebeuren. De oprichting van de Eerste Enschedese Kunstenaars Sociëteit in 1961, samen met Ger Dekkers en Henk Schuring, was een poging het creatief talent in Enschede te mobiliseren en middels tentoonstellingen, manifestaties, kunstmarkten en kunstfeesten (muziek, dans, mode) met het publiek te delen. Het voornaamste resultaat van de bundeling van krachten was de oprichting van Markt 17. Drie jaar lang (1965-68) stond Enschede in alle landelijke kunstagenda’s met een klinkend programma van eigentijdse kunst.
In de jaren zeventig vond een politisering van de cultuur plaats. Bolink trok zich in toenemende mate terug in het atelier, als vioolbouwer en als schilder.

## Privé
Hij was getrouwd met Aleida Regenspurg (Enschede 1914 - 1991).

## Publicatie
J. Bolink, Schelpen rapen, jeugdherinneringen van een zondagsschrijver, eigen uitgave 1980/herdruk 2001.

## Tentoonstellingen (selectie)
- 1949/1950 Twentse Kunstkring, Almelo en Hengelo
- 1951 Twentse Kunstkring, Enschede, Goor, Almelo en Hengelo
- 1954 Jan Bolink solotentoonstelling, De Jonghe Graef van Buuren, Hilversum
- 1954 Jubileumtentoonstelling Twentse Kunstkring, Enschede
- 1956 Abstract werk van Jan Bolink Henk Schuring en Eef de Weerd, Kunstzaal, Hengelo
- 1957 Drie Enschedese abstracten, J. Bolink, H. Schuring en E. de Weerd, ’t Venster, Rotterdam
- 1959 Tentoonstelling Liga Nieuwe Beelden, Stedelijk Museum, Amsterdam
- 1961 Twentse Kunstkring, Rijksmuseum Twenthe, Enschede
- 1963 Jan Bolink, solotentoonstelling, Galerie B. Clasing, Münster
- 1965 Groep 130, ’t Venster, Rotterdam
- 1966 Groep 130, Hans-Niermann-Haus, Rheine
- 1973 180 Overijsselse kunstenaars, Rijksmuseum Twenthe, Enschede
- 1982 Schilderijen van de familie Bolink, Markt 17, Enschede
- 1990 Jubileumtentoonstelling Galerie de Pook, Stadhuis, Hengelo
- 1992/1993 Overzichtstentoonstelling Jan Bolink, Rijksmuseum Twenthe, Enschede

## Verenigingslid
- Nieuwe Beelden Amsterdam
- Enschedese Kunststichting (EKS)